# アルメニア全国民運動
アルメニア全国民運動（アルメニアぜんこくみんうんどう、汎アルメニア国民運動、Հայոց Համազգային Շարժում、ラテン文字転写:Hayots Hamazgain Sharzhum、英語:Pan-Armenian National Movement または Armenian Allnational Movement）は、かつて存在したアルメニアの政党。

## 概要
1989年レヴォン・テル＝ペトロシャンによって「カラバフ委員会」をもとに結成された。1990年5月にはアルメニア・ソビエト社会主義共和国の最高会議（立法府）の自由選挙が行われ、アルメニア全国民運動が最大議席を獲得して政権与党となり、ソ連構成共和国で初めて共産党以外の政党が政権を握ることとなった。同年8月にはテル＝ペトロシャンは最高会議議長に選出され、アルメニアの最高権力者となり、1991年10月の大統領選挙でテル＝ペトロシャンは初代アルメニア大統領に当選する。
1998年にテル＝ペトロシャンが大統領を辞任すると、野党に転落し、以後議会内に議席を得ることはなかった。テル＝ペトロシャン後の党首はアラム・マヌキャン。2010年から解党する2013年まで欧州自由民主同盟党に加盟していた。 
セルジ・サルキシャン大統領の与党連合に対抗するべく広範な野党連合を結成するため、アルメニア国民連合は新党アルメニア国民会議を結成し、テル＝ペトロシャンを指導者に集結した。